# Pseudopoda kalinchoka
Pseudopoda kalinchoka là một loài nhện trong họ Sparassidae.
Loài này thuộc chi Pseudopoda. Pseudopoda kalinchoka được Peter Jäger miêu tả năm 2001.